# Poiana (gmina Negri)
Poiana – wieś w Rumunii, w okręgu Bacău, w gminie Negri. W 2011 roku liczyła 1423 mieszkańców.